# سازه هذلولی‌وار

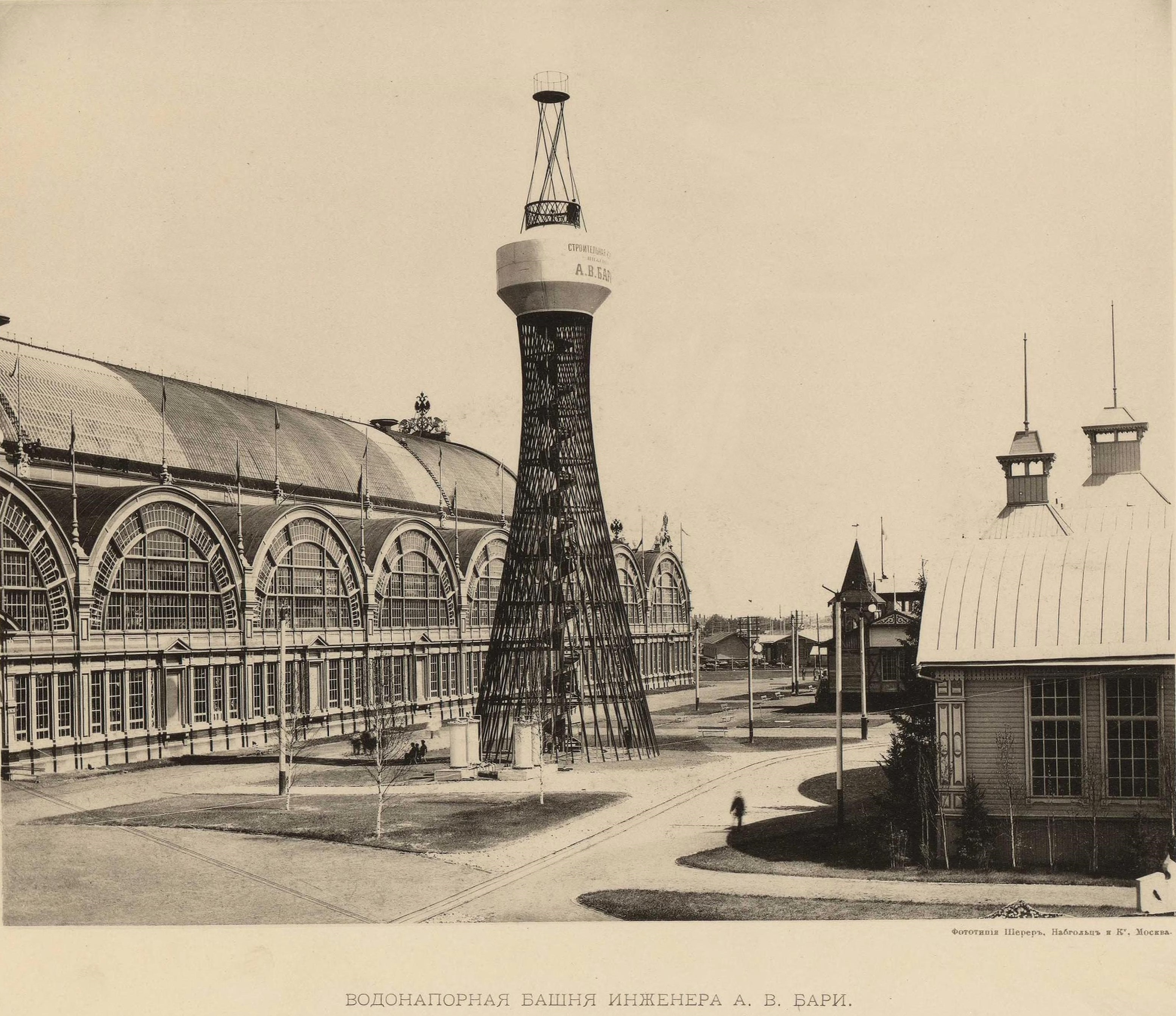
نخستین سازه هذلولی‌وار جهان که یک برج آب ۳۷ متری مشبک و ساخته ولادیمیر شوخوف برای نمایشگاه سراسری روسیه در شهر نیژنی نووگورود در سال ۱۸۹۶ بود.

سازه‌های هُذلولی‌وار در معماری به گونه‌ای از سازه‌ها می‌گویند که طرح آن‌ها به شکل هندسی هذلولی‌وار باشد.
بیشتر این گونه سازه‌ها از سازه‌های بلند مانند برج‌ها هستند زیرا از هندسه هذلولی‌وار برای تقویت استواری آن‌ها در ارتفاعات بالا بهره گرفته می‌شود.
البته زیباسازی سازه‌ها نیز از ملاحظات در ساخت این‌گونه سازه‌ها است.
نخستین سازه هذلولی‌وار توسط مهندس روسی ولادیمیر شوخوف (۱۸۵۳–۱۹۳۹) ساخته‌شد. امروزه بلندترین سازه هذلولی‌وار جهان در پولیبینو، در استان لیپِتْسک روسیه واقع شده‌است.
شکل این سازه‌ها را می توان به دو گونه دسته‌بندی کرد:
- هذلولی‌گون یک‌پارچه، مانند برج‌های خنک‌کننده
- سهمی‌گون هذلولی‌وار، مانند سقف‌های زین‌اسبی

## نگارخانه

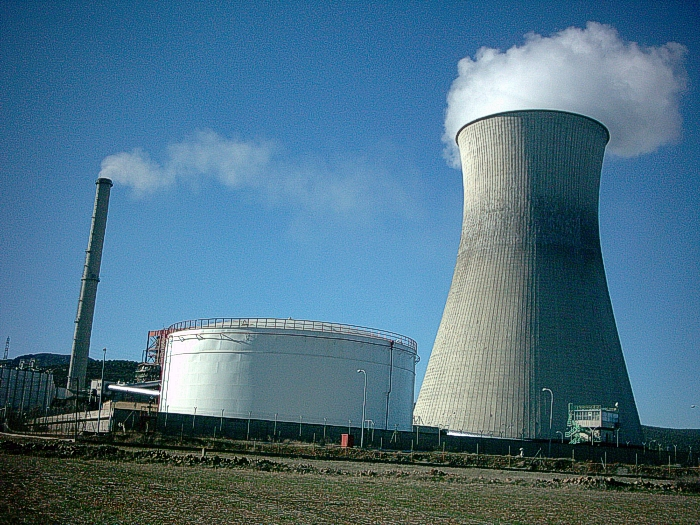
برج خنک‌کننده پوئرتولانو، اسپانیا.
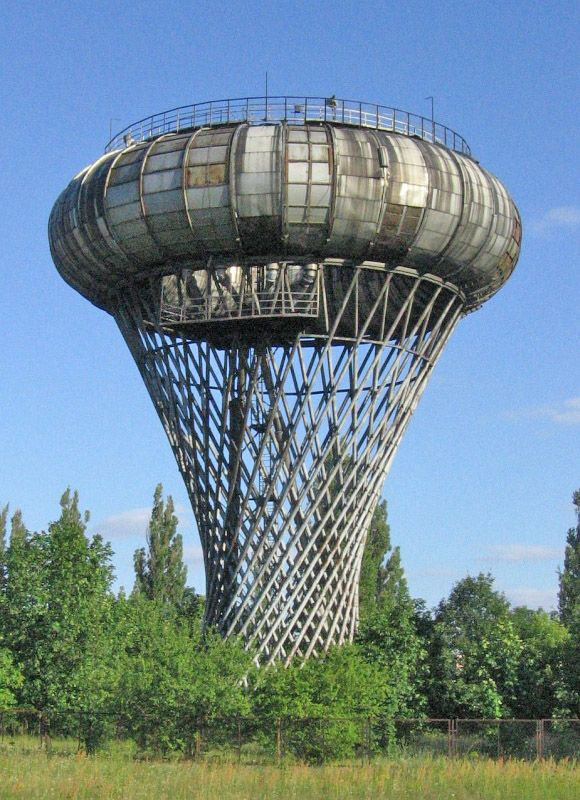
برج آب با مخزن چنبره‌ای طراحی‌شده توسط یان بوگوسلاوسکی در سییچانو، لهستان.
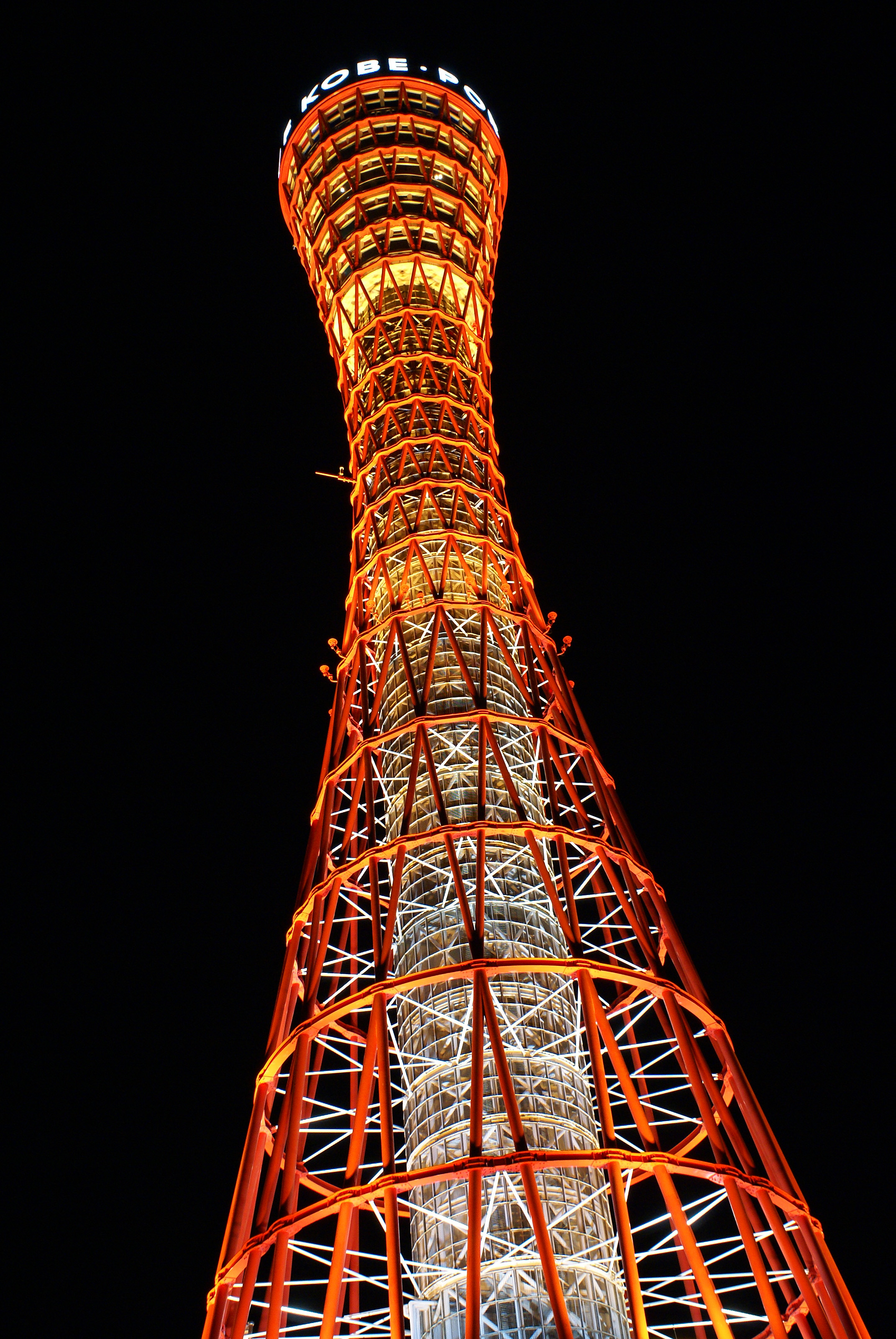
برج هذلولی‌وار بندر کوبه، کوبه ژاپن.
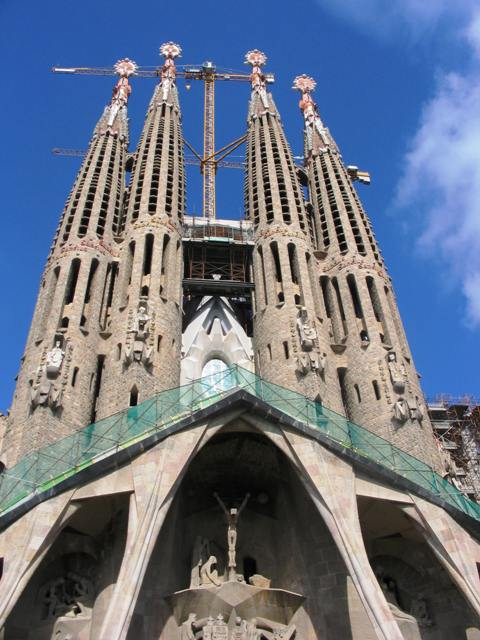
ساگرادا فامیلیا اثر آنتونی گاودی، جزئیات هذلولی‌وار نما، بارسلون اسپانیا.
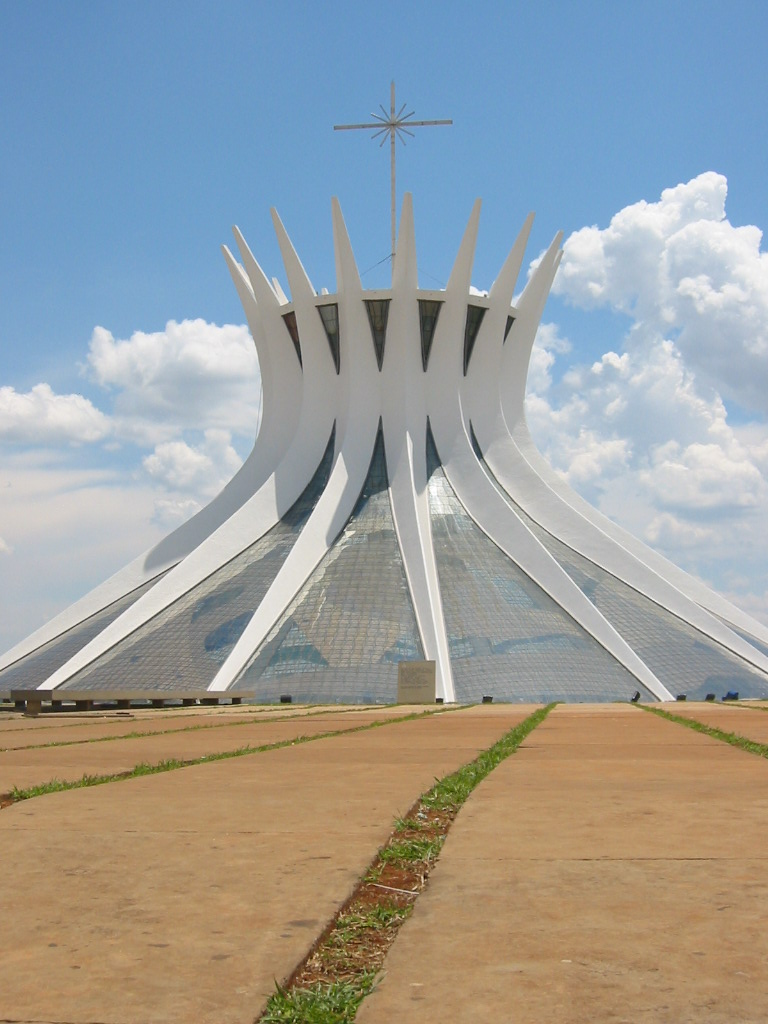
کلیسای هذلولوی برازیلیا ساخته اسکار نیمایر، برزیل.
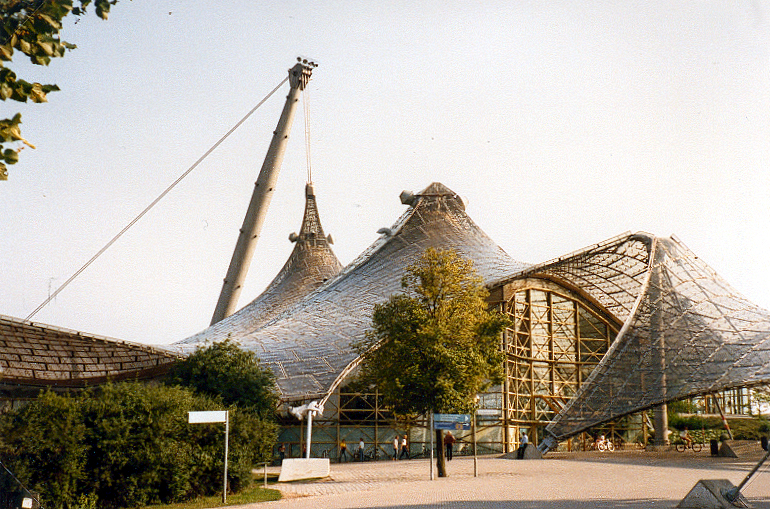
نمای یک بخش از سقف هذلولی‌وار پارک المپیک مونیخ، آلمان، سازه کششی.
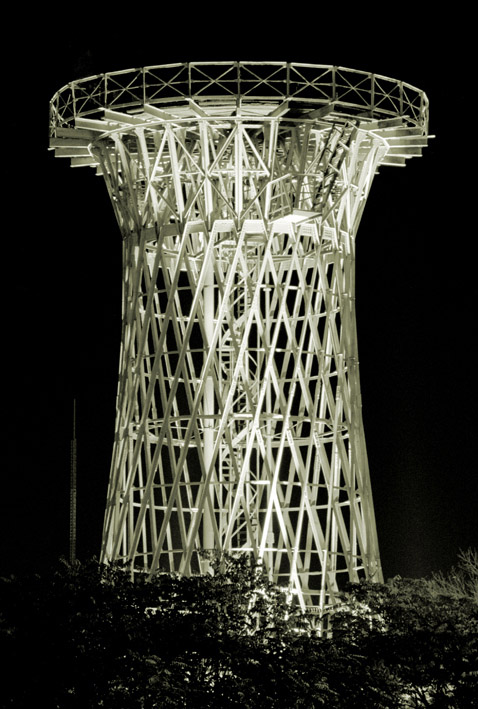
برج شوخوف در کراسنودار روسیه.